# Coupe d'Angleterre de football 1935-1936
Navigation
Coupe d'Angleterre 1934-1935 Coupe d'Angleterre 1936-1937
La Coupe d'Angleterre de football 1935-1936 est la 61e édition de la Coupe d'Angleterre, la plus ancienne compétition de football, la Football Association Challenge Cup (généralement connue sous le nom de FA Cup).
Arsenal FC remporte la compétition pour la deuxième fois de son histoire, battant Sheffield United en finale sur le score de 1 à 0 à Wembley à Londres.

## Compétition

### Quarts de finale
Les quarts de finale ont lieu le 29 février 1936.
| Équipe 1         | Résultat | Équipe 2          |
| ---------------- | -------- | ----------------- |
| Sheffield United | 3 - 1    | Tottenham Hotspur |
| Grimsby Town     | 3 - 1    | Middlesbrough FC  |
| Fulham FC        | 3 - 0    | Derby County      |
| Arsenal FC       | 4 - 1    | Barnsley FC       |

### Demi-finales
Les demi finales ont lieu le 21 mars 1936, tous les matchs ont lieu sur terrain neutre.
| Équipe 1         | Résultat | Équipe 2     |
| ---------------- | -------- | ------------ |
| Sheffield United | 2 – 1    | Fulham FC    |
| Arsenal FC       | 1 – 0    | Grimsby Town |

### Finale
| Finale de la coupe d'Angleterre 1935-1936 | Arsenal FC | 1 – 0   | Sheffield United | Wembley, Londres     |                      |
| 25 avril 1936                             |            | (0 – 0) |                  | Spectateurs : 93 384 | Spectateurs : 93 384 |

- Arsenal remporte sa deuxième Coupe d'Angleterre[2].